# Stefan Strandberg
Ken Remi Stefan Strandberg (Lyngdal, 1990. július 25. –) norvég válogatott labdarúgó, a Vålerenga hátvédje.

## Statisztika
2015. április 28-i állapot szerint.
| Klub             | Szezon            | Osztály          | Bajnokság | Bajnokság | Kupa  | Kupa  | Nemzetközi | Nemzetközi | Összesen | Összesen |
| Klub             | Szezon            | Osztály          | Mérk.     | Gólok     | Mérk. | Gólok | Mérk.      | Gólok      | Mérk.    | Gólok    |
| ---------------- | ----------------- | ---------------- | --------- | --------- | ----- | ----- | ---------- | ---------- | -------- | -------- |
| 2007             | Mandalskameratene | Adeccoligaen     | 8         | 0         | 0     | 0     | 0          | 0          | 8        | 0        |
| 2009             | Vålerenga         | Tippeligaen      | 5         | 0         | 2     | 0     | 0          | 0          | 7        | 0        |
| 2009             | Bryne             | Adeccoligaen     | 4         | 0         | 0     | 0     | 0          | 0          | 4        | 0        |
| 2010             | Vålerenga         | Tippeligaen      | 28        | 1         | 1     | 0     | 0          | 0          | 29       | 1        |
| 2011             | Vålerenga         | Tippeligaen      | 26        | 1         | 2     | 1     | 4          | 0          | 32       | 2        |
| 2012             | Rosenborg         | Tippeligaen      | 23        | 2         | 3     | 1     | 10         | 0          | 36       | 3        |
| 2013             | Rosenborg         | Tippeligaen      | 23        | 1         | 6     | 0     | 2          | 0          | 31       | 1        |
| 2014             | Rosenborg         | Tippeligaen      | 20        | 1         | 2     | 0     | 5          | 0          | 27       | 1        |
| 2015             | Rosenborg         | Tippeligaen      | 4         | 0         | 0     | 0     | 0          | 0          | 4        | 0        |
| Karrier összesen | Karrier összesen  | Karrier összesen | 141       | 6         | 16    | 2     | 21         | 0          | 178      | 8        |

### A válogatottban
| Válogatott | Év       | Pályára lépés | Gól |
| ---------- | -------- | ------------- | --- |
| Norvégia   | 2013     | 1             | 0   |
| Norvégia   | 2014     | 2             | 0   |
| Norvégia   | 2015     | 1             | 0   |
| Norvégia   | 2016     | 6             | 0   |
| Norvégia   | 2020     | 3             | 0   |
| Norvégia   | 2021     | 10            | 1   |
| Norvégia   | 2022     | 6             | 0   |
| Norvégia   | 2023     | 4             | 0   |
| Összesen   | Összesen | 33            | 1   |

#### Góljai a válogatottban
| # | Időpont         | Helyszín                                   | Ellenfél    | Gólok | Eredmény | Kiírás              |
| - | --------------- | ------------------------------------------ | ----------- | ----- | -------- | ------------------- |
| 1 | 2021. június 6. | Estadio La Rosaleda, Málaga, Spanyolország | Görögország | 1–2   | 1–2      | Barátságos mérkőzés |

## Külső hivatkozások
- VIF-Fotball profil
- Transfermarkt profil